# 2019 로드 FC 대회
2019 로드 FC 대회는 대한민국의 종합격투기단체  로드 FC의 2019년도 대회에 관하여 다루고 있다. 2019년은 로드 FC의 출범 9년째가 되는 해이다. 첫 대회는 2월 23일 로드 FC 052로 시작한다.

## 로드 FC 100만불 라이트급 토너먼트 (부제: Road To A-Sol) 대진표
|  | 16강 Road FC 040 (2017-7-15) | 16강 Road FC 040 (2017-7-15) | 16강 Road FC 040 (2017-7-15) |  |  | 8강 Road FC 044 (2017-11-11) | 8강 Road FC 044 (2017-11-11) | 8강 Road FC 044 (2017-11-11) |     |               | 4강 Road FC 046 (2018-3-10) | 4강 Road FC 046 (2018-3-10) | 4강 Road FC 046 (2018-3-10) |  |  | 결승 Road FC 052 (2019-2-23) | 결승 Road FC 052 (2019-2-23) | 결승 Road FC 052 (2019-2-23) |  |  | 최종 결승 (챔피언십) Road FC 053 (2019-5-18) | 최종 결승 (챔피언십) Road FC 053 (2019-5-18) | 최종 결승 (챔피언십) Road FC 053 (2019-5-18) |
|  |                              |                              |                              |  |  |                              |                              |                              |     |               |                             |                             |                             |  |  |                              |                              |                              |  |  |                                              |                                              |                                              |
|  | 바오인창                     | 바오인창                     | TKO                          |  |  |                              |                              |                              |     |               |                             |                             |                             |  |  |                              |                              |                              |  |  |                                              |                                              |                                              |
|  | 레드 로메로                  | 레드 로메로                  | 2                            |  |  | 바오인창                     | 바오인창                     | 2                            |     |               |                             |                             |                             |  |  |                              |                              |                              |  |  |                                              |                                              |                                              |
|  | 시모이시 고타                | 시모이시 고타                | SUB                          |  |  | 시모이시 고타                | 시모이시 고타                | SUB                          |     |               |                             |                             |                             |  |  |                              |                              |                              |  |  |                                              |                                              |                                              |
|  | 박대성                       | 박대성                       | 3                            |  |  |                              |                              |                              |     | 시모이시 고타 | 시모이시 고타               | 2                           |                             |  |  |                              |                              |                              |  |  |                                              |                                              |                                              |
|  | 토니뉴 퓨리아                | 토니뉴 퓨리아                | 1                            |  |  |                              | 만수르 바르나위              | 만수르 바르나위              | SUB |               |                             |                             |                             |  |  |                              |                              |                              |  |  |                                              |                                              |                                              |
|  | 난딘에르덴                   | 난딘에르덴                   | TKO                          |  |  | 난딘에르덴                   | 난딘에르덴                   | 1                            |     |               |                             |                             |                             |  |  |                              |                              |                              |  |  |                                              |                                              |                                              |
|  | 김창현                       | 김창현                       | 1                            |  |  | 만수르 바르나위              | 만수르 바르나위              | SUB                          |     |               |                             |                             |                             |  |  |                              |                              |                              |  |  |                                              |                                              |                                              |
|  | 만수르 바르나위              | 만수르 바르나위              | SUB                          |  |  |                              |                              |                              |     |               | 만수르 바르나위             | 만수르 바르나위             | KO                          |  |  |                              |                              |                              |  |  |                                              |                                              |                                              |
|  | 샤밀 자브로프                | 샤밀 자브로프                | DEC                          |  |  |                              | 샤밀 자브로프                | 샤밀 자브로프                | 3   |               |                             |                             |                             |  |  |                              |                              |                              |  |  |                                              |                                              |                                              |
|  | 레오 쿤츠                    | 레오 쿤츠                    | 3                            |  |  | 샤밀 자브로프                | 샤밀 자브로프                | DEC                          |     |               |                             |                             |                             |  |  |                              |                              |                              |  |  |                                              |                                              |                                              |
|  | 사사키 신지                  | 사사키 신지                  | 1                            |  |  | 구켄쿠 아마르투브신          | 구켄쿠 아마르투브신          | 3                            |     |               |                             |                             |                             |  |  |                              |                              |                              |  |  |                                              |                                              |                                              |
|  | 구켄쿠 아마르투브신          | 구켄쿠 아마르투브신          | KO                           |  |  |                              |                              |                              |     | 샤밀 자브로프 | 샤밀 자브로프               | DEC                         |                             |  |  |                              |                              |                              |  |  |                                              |                                              |                                              |
|  | 톰 산토스                    | 톰 산토스                    | TKO                          |  |  |                              | 호니스 토레스                | 호니스 토레스                | 3   |               |                             |                             |                             |  |  |                              |                              |                              |  |  |                                              |                                              |                                              |
|  | 남의철                       | 남의철                       | 2                            |  |  | 톰 산토스                    | 톰 산토스                    | 1                            |     |               |                             |                             |                             |  |  |                              |                              |                              |  |  |                                              |                                              |                                              |
|  | 호니스 토레스                | 호니스 토레스                | SUB                          |  |  | 호니스 토레스                | 호니스 토레스                | SUB                          |     |               |                             |                             |                             |  |  |                              |                              |                              |  |  |                                              |                                              |                                              |
|  | 엘누르 아가에프              | 엘누르 아가에프              | 1                            |  |  |                              |                              |                              |     |               | 만수르 바르나위             | 만수르 바르나위             | SUB                         |  |  |                              |                              |                              |  |  |                                              |                                              |                                              |
|  |                              |                              |                              |  |  |                              | 권아솔 (c)                   | 권아솔 (c)                   | 1   |               |                             |                             |                             |  |  |                              |                              |                              |  |  |                                              |                                              |                                              |
|  |                              |                              |                              |  |  |                              |                              |                              |     |               |                             |                             |                             |  |  |                              |                              |                              |  |  |                                              |                                              |                                              |
|  |                              |                              |                              |  |  |                              |                              |                              |     |               |                             |                             |                             |  |  |                              |                              |                              |  |  |                                              |                                              |                                              |
|  |                              |                              |                              |  |  |                              |                              |                              |     |               |                             |                             |                             |  |  |                              |                              |                              |  |  |                                              |                                              |                                              |
|  |                              |                              |                              |  |  |                              |                              |                              |     |               |                             |                             |                             |  |  |                              |                              |                              |  |  |                                              |                                              |                                              |
|  |                              |                              |                              |  |  |                              |                              |                              |     |               |                             |                             |                             |  |  |                              |                              |                              |  |  |                                              |                                              |                                              |
|  |                              |                              |                              |  |  |                              |                              |                              |     |               |                             |                             |                             |  |  |                              |                              |                              |  |  |                                              |                                              |                                              |
|  |                              |                              |                              |  |  |                              |                              |                              |     |               |                             |                             |                             |  |  |                              |                              |                              |  |  |                                              |                                              |                                              |
|  |                              |                              |                              |  |  |                              |                              |                              |     |               |                             |                             |                             |  |  |                              |                              |                              |  |  |                                              |                                              |                                              |
|  |                              |                              |                              |  |  |                              |                              |                              |     |               |                             |                             |                             |  |  |                              |                              |                              |  |  |                                              |                                              |                                              |
|  |                              |                              |                              |  |  |                              |                              |                              |     |               |                             |                             |                             |  |  |                              |                              |                              |  |  |                                              |                                              |                                              |
|  |                              |                              |                              |  |  |                              |                              |                              |     |               |                             |                             |                             |  |  |                              |                              |                              |  |  |                                              |                                              |                                              |
|  |                              |                              |                              |  |  |                              |                              |                              |     |               |                             |                             |                             |  |  |                              |                              |                              |  |  |                                              |                                              |                                              |
|  |                              |                              |                              |  |  |                              |                              |                              |     |               |                             |                             |                             |  |  |                              |                              |                              |  |  |                                              |                                              |                                              |
|  |                              |                              |                              |  |  |                              |                              |                              |     |               |                             |                             |                             |  |  |                              |                              |                              |  |  |                                              |                                              |                                              |
|  |                              |                              |                              |  |  |                              |                              |                              |     |               |                             |                             |                             |  |  |                              |                              |                              |  |  |                                              |                                              |                                              |

로드 FC 100만불 라이트급 토너먼트(부제: Road To A-Sol)는 대한민국의 종합격투기 단체 로드 FC가 100만불이라는 상금 아래 시행한 라이트급 부문 토너먼트이다. 실제로는 1명이 결승전에서 기다리고 있는 '17강 대회'로, 본선 32강 토너먼트에서 16강은 세계 강자들로 채우고 나머지 16강 시드를 현 로드 FC 라이트급 챔피언 권아솔이 혼자 서게 되는 방식이다.
총 16명은 본선에서 녹아웃 스테이지 방식으로 경쟁하며 살아남은 한 명, 즉 16강 토너먼트 우승자는 최종 결승에서 상금 100만불과 라이트급 타이틀을 걸고 권아솔과 대결하게 된다.
본선에 앞서 지역 예선전이 전 세계 주요 도시에서 진행됐으며, 총 16명의 본선 진출자는 아래와 같다.
- 중국 지역 예선 - 바오인창, 구켄쿠 아마르투브신[3][4]
- 동남아 (필리핀 URCC) 지역 예선 - 레드 로메로[5]
- 인터내셔널 A조 예선 - 사사키 신지, 레오 쿤츠, 박대성, 샤밀 자브로프, 토니뉴 퓨리아, 김창현, 호니스 토레스[6]
- 동유럽 (러시아 MFP) 지역 예선 - 엘누르 아가에프[7]
- 일본 (Deep) 지역 예선 - 시모이시 고타[7]
- 인터내셔널 B조 예선 - 톰 산토스, 난딘에르덴, 만수르 바르나위[7]
- 시드 배정 - 남의철

## 이벤트 목록
| # | 대회명                            | 메인이벤트                        | 날짜             | 경기장                    | 장소            |
| - | --------------------------------- | --------------------------------- | ---------------- | ------------------------- | --------------- |
| 6 | Road FC 057 XX: Park vs. Shim     | 박정은 vs. 심유리                 | 2019년 12월 14일 | 그랜드힐튼서울 컨벤션센터 | 서울특별시      |
| 5 | Road FC 056: Kwon vs. Zavurov     | 권아솔 vs. 샤밀 쟈브로프          | 2019년 11월 9일  | 여수체육관                | 전라남도 여수시 |
| 4 | Road FC 055: Lee vs. Park         | 이정영 vs. 박해진                 | 2019년 9월 8일   | 대구 체육관               | 대구광역시      |
| 3 | Road FC 054: La vs. Yang          | 라인재 vs. 양해준                 | 2019년 6월 15일  | 원주종합체육관            | 강원도 원주시   |
| 2 | Road FC 053: Kwon vs. Barnaoui    | 권아솔 vs. 만수르 바르나위        | 2019년 5월 18일  | 한라체육관                | 제주도          |
| 1 | Road FC 052: Zavurov vs. Barnaoui | 샤밀 자브로프 vs. 만수르 바르나위 | 2019년 2월 23일  | 장충체육관                | 서울특별시      |

## Road FC 057 XX: Park vs. Shim
굽네몰 로드 FC 057 XX (또는 로드 FC 057 x 로드 FC XX): 박정은 vs. 심유리는 대한민국의 종합격투기 단체 로드 FC가 2019년 12월 14일 서울특별시 그랜드힐튼서울 컨벤션센터에서 개최한 대회이다. 여자부 리그 로드 FC XX(더블엑스)의 네 번째 대회가 로드 FC 057 본 정규 넘버 시리즈 대회 이후에 메인카드로서 펼쳐졌다.

### 배경
메인이벤트는 "몬스터 울프" 박정은과 "타격 지니어스" 심유리의 아톰급 매치가 선택되었다. 로드 FC 054 대회의 프릴리미너리 카드에서 두 선수의 대결이 이미 예정되어 있었으나 시합을 얼마 앞둔 상황에서 심유리의 갑작스런 부상으로 무산된 바 있다. 코메인이벤트는 "꽃미녀 파이터" 이수연과 중국 "국민 여동생' 스밍의 -50.0 kg 계약 매치가 선택되었다. 로드 FC 051 XX 대회에서 이예지와 대결을 펼친 바 있는 이수연은 언더독으로 평가받았지만, 그라운드에서 주짓수 블루벨트의 실력을 보여주었고, 타격에서도 앞서며 판정승으로 데뷔전을 승리로 장식했다. 이후 그녀는 무릎 수술을 받았고 1년 만에 이번 시합에서 복귀하게 되었다. 스밍은 로드 FC 데뷔전이 로드 FC 049 대회에서 일본의 하라다 시호를 꺾었고, 4개월 뒤에 "타격 지니어스" 심유리와 대결을 펼쳤지만 아쉽게 니킥을 허용하며 무너진 바 있다. "케이지의 악녀" 홍윤하는 딥 쥬얼스 챔피언 출신의 일본의 강호 토미 에미마츠와 대결하게 되었다. 2개월 전, 홍윤하는 일본 대회에서 태국의 강호 수와난 분손을 맞아 아쉬운 패배를 당한 바 있다. 3연승으로 상승세였던 그녀는 세컨드의 지시를 듣지 않고 평소 주특기인 그라운드 기술을 무리하게 시도하다가 무릎을 꿇었다. 목표로 했던 4연승은 물거품이 되었고, 이후 자책하며 힘든 시간을 보냈다.

### 대진 카드
1. ↑  킥복싱 스페셜 매치

### 라운드 걸
- 임지우, 신해리, 심소미, 한혜은, 배가희, 유다솜

## Road FC 056: Kwon vs. Zavurov
굽네몰 로드 FC 056: 권아솔 vs. 샤밀 자브로프는 대한민국의 종합격투기 단체 로드 FC가 2019년 11월 9일 전라남도 여수시 여수체육관에서 개최한 대회이다.

### 대진 카드
1. ↑  로드 FC 밴텀급 챔피언십

### 라운드 걸
- 임지우, 신해리, 심소미, 한혜은, 배가희. 김이슬

## Road FC 055: Lee vs. Park
굽네몰 로드 FC 055: 이정영 vs. 박해진은 대한민국의 종합격투기 단체 로드 FC가 2019년 9월 8일 대구광역시 대구체육관에서 개최한 대회이다.

### 대진 카드
1. ↑  로드 FC 페더급 챔피언십

### 라운드 걸
- 임지우, 신해리, 심소미, 한혜은, 배가희, 김보람

## Road FC 054: La vs. Yang
굽네몰 로드 FC 054: 라인재 vs. 양해준은 대한민국의 종합격투기 단체 로드 FC가 2019년 6월 15일 강원도 원주시 원주종합체육관에서 개최한 대회이다.

### 대진 카드
1. ↑  로드 FC 미들급 챔피언십

### 라운드 걸
- 임지우, 신해리

## Road FC 053: Kwon vs. Barnaoui
굽네몰 로드 FC 053: 권아솔 vs. 만수르 바르나위는 대한민국의 종합격투기 단체 로드 FC가 2019년 5월 18일 제주도 한라체육관에서 개최한 대회이다.

### 대진 카드
1. ↑  로드 FC 라이트급 챔피언십 100만불 토너먼트 최종 결승전

### 라운드 걸
- 최슬기, 임지우, 신해리

## Road FC 052: Zavurov vs. Barnaoui
굽네몰 로드 FC 052: 샤밀 자브로프 vs. 만수르 바르나위는 대한민국의 종합격투기 단체 로드 FC가 2019년 2월 23일 서울특별시 장충체육관에서 개최한 대회이다.

### 대진 카드
1. ↑  로드 FC 100만불 라이트급 토너먼트 결승전
2. ↑  로드 FC 밴텀급 챔피언십

### 라운드 걸
- 최슬기, 임지우, 신해리

## 같이 보기
- 로드 FC 챔피언 목록
- 로드 FC 대회 목록
- 현 로드 FC 선수 목록
- 로드 FC 어워즈